# Wi Vision
O Wi Vision é um console de videogame brasileiro fabricado pela Dynacom em 2007, este console vem com 111 jogos na memória e mais um cartucho com 106 jogos. O design do Wi Vision lembra muito o tão conhecido Nintendo Wii, mas ao invés de ser um Famiclone do Wii, na verdade, ele é um Famiclone do Nintendo Entertainment System. O console não vendeu muito bem por causa do seu preço alto, sendo mais caro que um PlayStation.